# Roberto Bernabai
Roberto Bernabai (Roma, 6 febbraio 1956) è un giornalista e conduttore televisivo italiano.

## Biografia
Inizia la sua carriera giornalistica nel 1975 collaborando con vari periodici, quindi dal 1985 al 1990 diviene radiocronista e conduttore in emittenti televisive regionali laziali.
Entra a far parte della Redazione sportiva di TMC dal 1990. Ha seguito, sia come inviato che come telecronista, tre edizioni del Campionato mondiale di calcio (1990, 1994 e 1998), tre Europei di calcio (1992, 1996 e 2000) e i Giochi Olimpici di Barcellona 1992.
Per sei stagioni è stato, assieme a Francesco Izzi, uno dei telecronisti delle partite di Liga spagnola trasmesse in diretta su TMC2 e TMC in coppia con Giancarlo De Sisti. È conduttore dal 1992 dei telegiornali sportivi e dei programmi sportivi, per TMC/LA7.
Dalla stagione 2006-2007 è stato per due anni conduttore di Area Gol, che viene trasmesso prima e dopo le partite di Serie A trasmesse sui canali del digitale terrestre Cartapiù, oltre che degli studi pre e post partita della Coppa UEFA.